# Arundinaria gigantea
Arundinaria gigantea es una especie de bambú, originaria de los Estados Unidos, donde se encuentra en los estados del centro-sur y sureste hacia el oeste hasta Texas, y tan al norte como Nueva York.

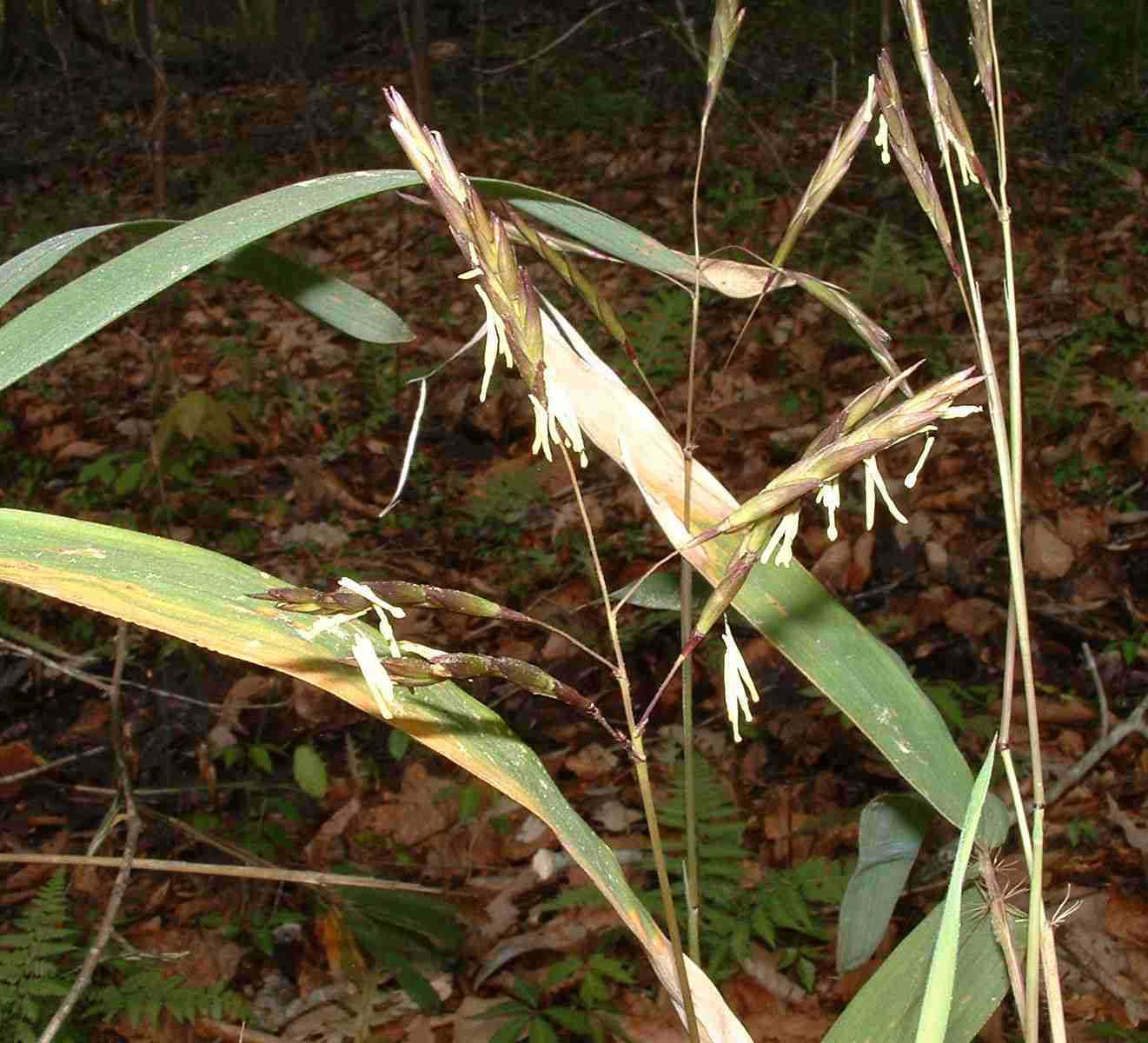
Detalle de la planta

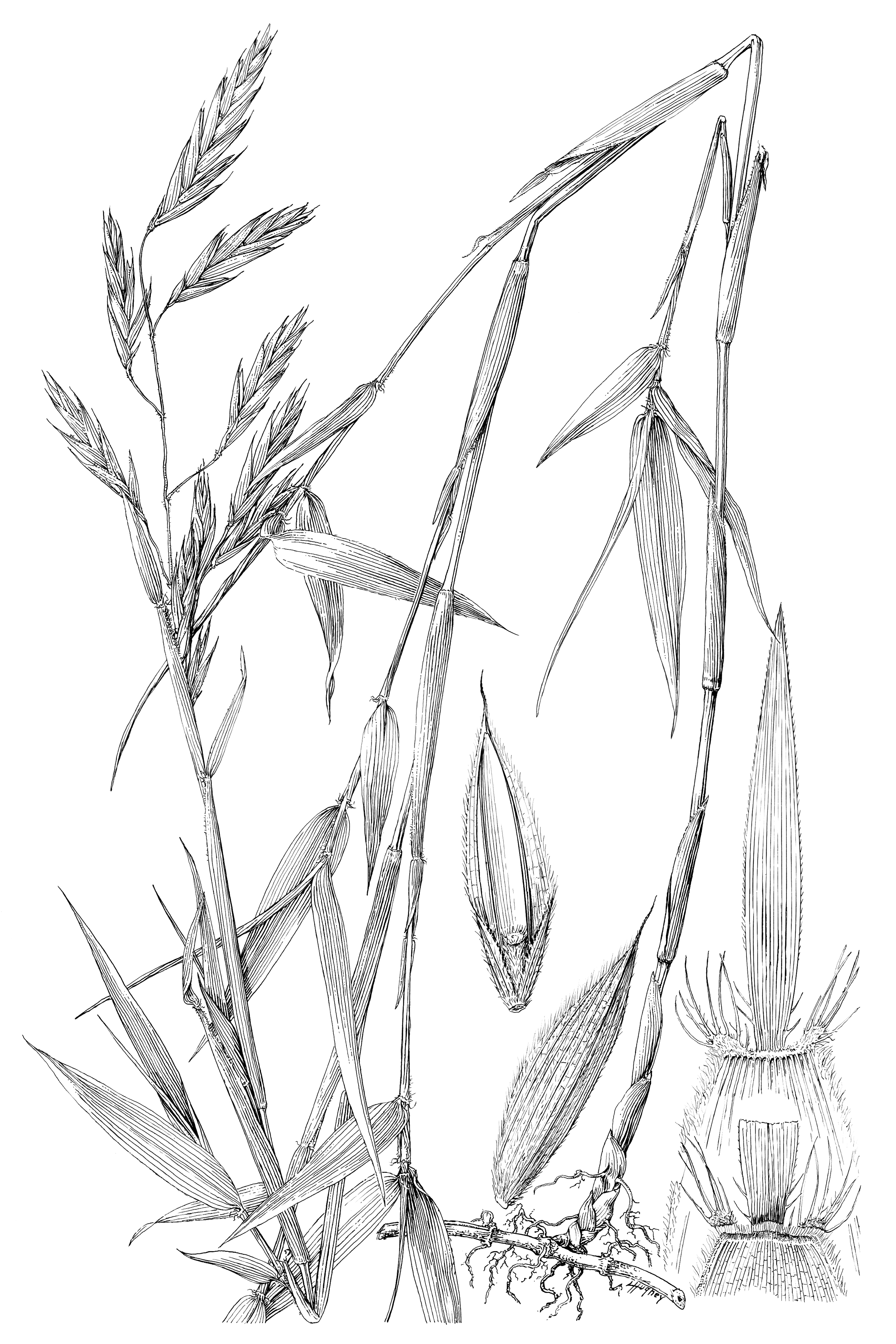
Ilustración

## Descripción
Este bambú, que es una especie de caña, es una planta perenne con un tallo redondo, hueco, que puede superar los 7 centímetros de diámetro y crecer hasta una altura de 10 metros. Crece de una gran red de gruesos rizomas. Las hojas son lanceoladas de hasta 30 centímetros de largo y 4 cm de ancho. La inflorescencia es un racimo o panícula de espiguillas que miden 4-7 cm de longitud. Una caña individuo tiene una vida útil de unos 10 años. La mayoría de la reproducción es vegetativa como el nuevo brotes de bambú se debe a su rizoma. Rara vez produce semillas y florece irregularmente. A veces florece gregaria. Esta y otras especies de Arundinaria pueden crecer en grandes colonias monotípicas llamadas cañaverales. Los cañaverales fueron una vez una característica común del paisaje en el sudeste de Estados Unidos, pero hoy en día es una especie en peligro en los ecosistemas.

## Usos
La Arundinaria gigantea ha sido empleada históricamente por los indios americanos para hacer flautas, flechas y dardos, instrumentos musicales y armas, especialmente en tribus de las Llanuras Occidentales como los Cheroquis. Antiguamente se las encontraba desde los estados de la Costa Este hasta Oklahoma . También se ha utilizado en cestería.

## Taxonomía
Arundinaria gigantea fue descrita por (Walter) Muhl. y publicado en Cat. Pl. Amer. Sept.: 14 (1813).
Etimología
Arundinaria: nombre genérico que deriva de la palabra latina arundo que significa "una caña".
gigantea: epíteto latíno que significa "gigante, enorme"
Sinonimia
- Arundinaria bambusina (Fisch.) Trin.
- Arundinaria macrosperma Michx.
- Arundinaria macrosperma var. arborescens Munro
- Arundinaria macrosperma var. suffruticosus Munro
- Arundinaria tecta var. decidua Beadle
- Arundo gigantea Walter
- Bambusa hermannii E.G.Camus
- Ludolfia macrosperma (Michx.) Willd.
- Miegia arundinacea Torr. ex Munro
- Miegia arundinaria Raf.
- Miegia gigantea (Walter) Nutt.
- Miegia macrosperma (Michx.) Pers.
- Miegia pumila Nutt.
- Nastus macrospermus (Michx.) Raspail
- Triglossum bambusinum Fisch.

subsp. tecta (Walter) McClure
- Arundinaria macrosperma var. tecta (Walter) Alph.Wood
- Arundinaria tecta Muhl.
- Arundinaria tecta var. colorata Rupr.
- Arundinaria tecta var. distachya Rupr.
- Arundinaria tecta var. pumila (Nutt.) Rupr.
- Arundo tecta Walter
- Bambusa pumila Mitford
- Festuca grandiflora Lam.
- Ludolfia tecta (Walter) A.Dietr.
- Miegia pumila Nutt. ex Rupr.[8]